# The Best of The Band
| Críticas profissionais | Críticas profissionais |
| Avaliações da crítica  | Avaliações da crítica  |
| Fonte                  | Avaliação              |
| ---------------------- | ---------------------- |
| allmusic               | 4.5 de 5 estrelas.     |

The Best of The Band é a primeira coletânea lançada pelo grupo de rock The Band. Apresenta dez faixas tiradas de seis de seus primeiros sete álbuns (não levando em consideração Before the Flood e The Basement Tapes, ambos gravados com Bob Dylan).

## Faixas
1. "Up On Cripple Creek" - 4:34
2. "The Shape I'm In" - 4:00
3. "The Weight" - 4:38
4. "It Makes No Difference" - 6:34
5. "Life Is a Carnival" - 4:00
6. "Twilight" - 3:17
7. "Don't Do It" - 5:00
8. "Tears Of Rage" - 5:23
9. "Stage Fright" - 3:43
10. "Ophelia" - 3:32
11. "The Night They Drove Old Dixie Down" - 3:33